# Bruno Maderna

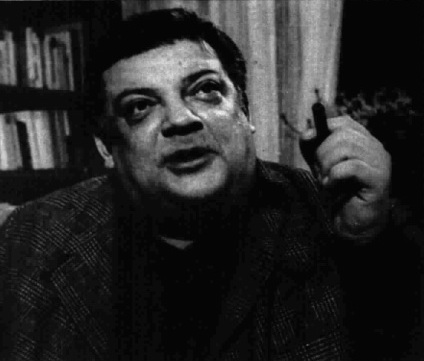
Bruno Maderna, april 1972

Bruno Maderna, född 21 april 1920 i Venedig, Italien, död 13 november 1973 i Darmstadt, Tyskland, var en italiensk tonsättare och dirigent.

## Biografi
Vid fyra års ålder blev Maderna undervisad i fiolspel i Chioggia. Han fortsatte sina studier i Milano (1935), Venedig (1939) och i Rom (1940), där han slutligen tog sin examen i komposition och musikvetenskap vid Accademia Nazionale di Santa Cecilia. I Rom utbildades han av Alessandro Bustini, men tog också en dirigentkurs hos Antonio Guarnieri i Siena 1941, och studerade sedan komposition med Gian Francesco Malipiero i Venedig under 1942-1943.
Under andra världskriget var han inkallad i armén, men snart därefter gick han frivilligt med i det antifascistiska partisanmotståndet. Efter kriget, 1947-1950, undervisade han i komposition vid konservatoriet i Venedig på inbjudan av Malipiero.
Maderna var en mångsidig dirigent, som kunde skifta mellan olika musikstilar. Tillsammans med Luciano Berio, grundade han Studio di fonologia Musicale di Radio Milano 1954.
Under 1957-1958 undervisade han dodekafonisk teknik på Konservatoriet i Milano. Under denna period var han också verksam vid seminarier i komposition vid Dartington internationella sommarskola. Från 1967 till 1970 undervisade han i dirigering vid Mozarteum i Salzburg och även vid konservatoriet i Rotterdam. År 1963 flyttade han till Darmstadt i dåvarande Västtyskland och blev efteråt tysk medborgare.
Som dirigent framträdde han på många ställen i Europa och även i Stockholm. Bland hans verk som kompositör ingår även elektroniska kompositioner och flera kammarmusikverk där han ibland använt sig av kombination av konventionella instrument och inspelade tonband. Inom elektronisk musik är han en av de verkligt framstående föregångarna. 

## Verk (urval)
- 1952 Musica su due dimensioni
- 1955 Notturno
- 1956 Syntaxis
- 1958 Continuo
- 1964 Hyperion
- 1972 Satyricon